# Fluctuat nec mergitur

Fluctuat nec mergitur

Fluctuat nec mergitur (traduzione: È sbattuta dalle onde ma non affonda) è una locuzione latina. È il motto della città di Parigi, capitale della Francia. 
- fluctuat: il verbo fluctuāre è qui utilizzato alla terza persona singolare del presente indicativo, diatesi attiva. Fluctuāre significa "ondeggiare", "essere in balia dei flutti" e si usa di solito per indicare il movimento delle imbarcazioni causato dalle onde; può dirsi anche di persone, nel senso di "tentennare", "essere inquieto", "essere dubbioso". Il soggetto non è espresso e in italiano si sottintende di solito un femminile (la barca, metafora della città); mentre in francese si sottintende un maschile ("le bateau").
- nec: equivale et nōn, che vuol dire "e non" o "né"; a volte - come in questo caso - può assumere una sfumatura avversativa, "ma non".
- mergitur: il verbo mergere è qui alla terza persona singolare dell'indicativo presente, diatesi passiva. Significa "immergere", "affondare".

Lo stemma che accompagna questo motto raffigura una nave - chiamata Scilicet - che galleggia fra i flutti.

La frase ricorre per imprese che, anche se ostacolate e contrariate, si spera di poter condurre finalmente in porto.
Questa locuzione latina è utilizzata in diversi contesti: per esempio in psicoanalisi è citata anche da Freud, e Scilicet è il titolo della rivista fondata da Jacques Lacan nel 1968. È inoltre il motto dell'ormai classico libro di Albert Messiah sulla meccanica quantistica.

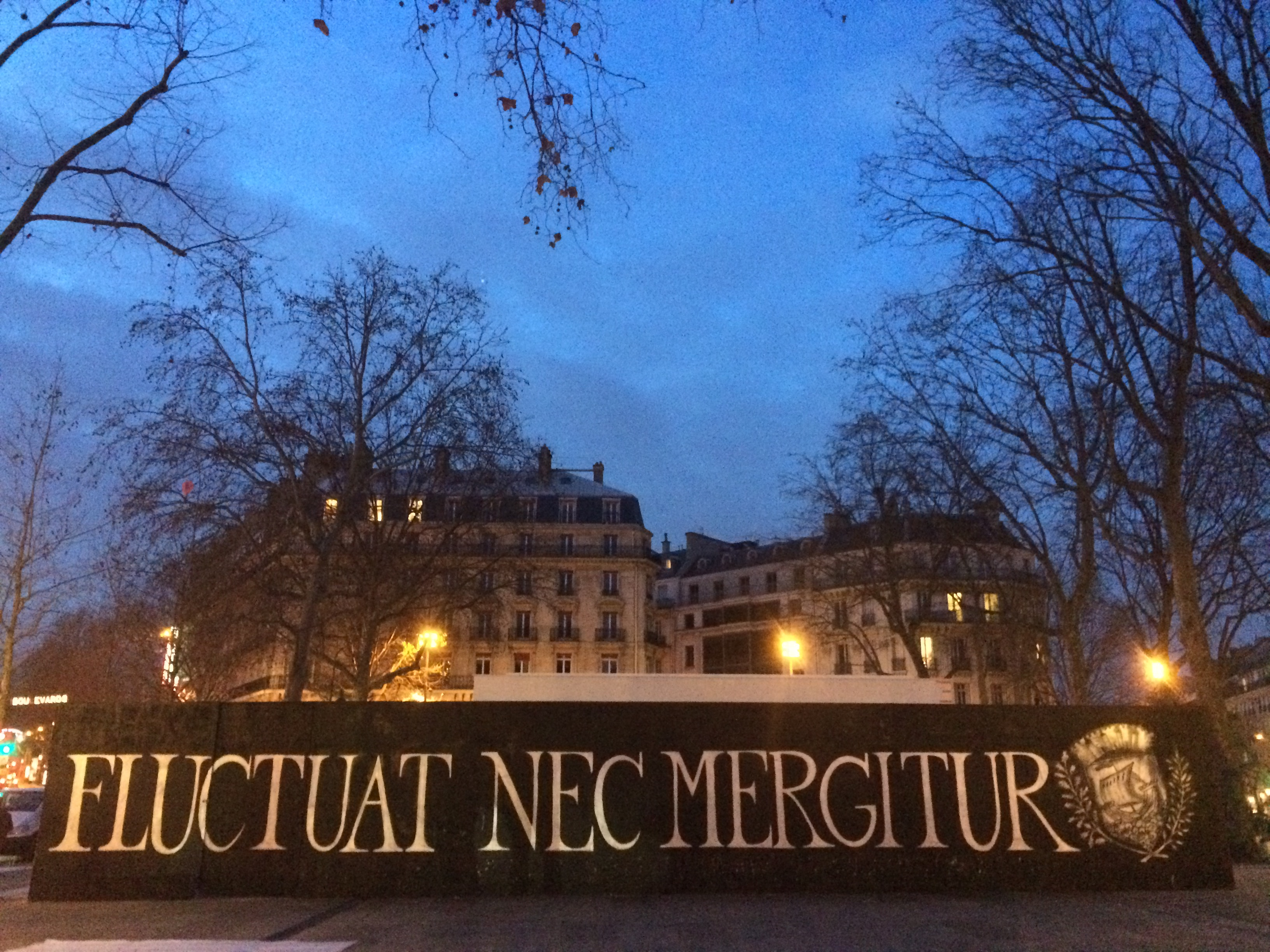
Il motto Fluctuat nec mergitur in Place de la République, a Parigi.

Dopo gli attentati del 13 novembre 2015 la frase è diventata emblematica della capacità di Parigi di reagire, unita, di fronte alle avversità. È stata infatti dipinta dai manifestanti sui muri della città e in Place de la République nei giorni successivi. È stata inoltre proiettata tramite un fascio di luce sulla Tour Eiffel, illuminata per l'occasione con i colori del tricolore francese, e utilizzata come catchphrase per il documentario 13 novembre: Attacco a Parigi, incentrato appunto sugli attentati terroristici del 2015.